# Notoxus anchora
Notoxus anchora là một loài bọ cánh cứng trong họ Anthicidae. Loài này được Hentz miêu tả khoa học năm 1827.